# NCIS: Los Angeles (7.ª temporada)
Em 11 de maio de 2015 a CBS renovou NCIS: Los Angeles para a sua sétima temporada.

## Elenco
| Ator/atriz           | Personagem              | Cargo                            | Principal |
| -------------------- | ----------------------- | -------------------------------- | --------- |
| Chris O'Donnell      | G. Callen               | Agente especial do NCIS          |           |
| LL Cool J            | Sam Hanna               | Agente Especial do NCIS          |           |
| Daniela Ruah         | Kensi Blye              | Agente Especial do NCIS          |           |
| Eric Christian Olsen | Marty Deeks             | Detetive de Ligação LAPD - NCIS  |           |
| Linda Hunt           | Henrietta "Hetty" Lange | Gerente de Operações do NCIS     |           |
| Barrett Foa          | Eric Beale              | Operador técnico do NCIS         |           |
| Renée Felice Smith   | Nell Jones              | Analista de Inteligencia do NCIS |           |
| Miguel Ferrer        | Owen Granger            | Sub-Diretor do NCIS              |           |

## Episódios
| Sequência | Episódios | Título                 | Direção             | Escrito por                      | Data de exibição        | Audiência EUA (em milhões) |
| --- | --------- | ---------------------- | ------------------- | -------------------------------- | ----------------------- | -------------------------- |
| 145 | 1         | "Active Measures"      | John Peter Kousakis | R. Scott Gemmill                 | 21 de setembro de 2015  | 7.89                       |
| Callen lança-se numa perigosa e obstinada busca por informações sobre o paradeiro de Arkady Kolcheck. Hetty ordena à equipe que detenha Callen antes que a situação se complique. |           |                        |                     |                                  |                         |                            |
| 146 | 2         | "Citadel"              | Eric Laneuville     | Dave Kalstein                    | 28 de setembro de 2015  | 7.66                       |
| A Agente da DEA Talia Del Campo (Mercedes Masohn) volta a trabalhar com a equipe depois que seu parceiro é morto. Kensi suspeita que Deeks está lhe escondendo algo e se surpreende quando ele a apresenta a sua mãe. Primeira aparição de: Roberta Deeks |           |                        |                     |                                  |                         |                            |
| 147 | 3         | "Driving Miss Diaz"    | James Hanlon        | Andrew Bartels                   | 5 de outubro de 2015    | 7.99                       |
| A equipe investiga um massacre ocorrido no Peru há 20 anos, quando uma famosa modelo, sobrevivente do massacre, torna-se um alvo potencial. |           |                        |                     |                                  |                         |                            |
| 148 | 4         | "Command & Control"    | Terrence O'Hara     | Kyle Harimoto                    | 12 de outubro de 2015   | 8.45                       |
| Callen e Sam são forçados a trabalhar em seu dia de folga quando uma ligação ameaça a vida de inocentes se eles não fizerem exatamente o que lhes for mandado. |           |                        |                     |                                  |                         |                            |
| 149 | 5         | "Blame It On Rio"      | Dennis Smith        | R. Scott Gemmill                 | 19 de outubro de 2015   | 8.77                       |
| A equipe trabalha com o Agente Tony DiNozzo (Michael Weatherly) de NCIS na busca por um prisioneiro sob custódia de DiNozzo que fugiu de um voo entre Cingapura e Los Angeles. |           |                        |                     |                                  |                         |                            |
| 150 | 6         | "Unspoken"             | Diana C. Valentine  | Erin Broadhurst & Frank Military | 2 de novembro de 2015   | 8.41                       |
| A equipe procura por Ruiz, antigo parceiro de Sam, desaparecido durante uma operação sigilosa de compra de um explosivo mortal. |           |                        |                     |                                  |                         |                            |
| 151 | 7         | "An Unlocked Mind"     | Chris O'Donnell     | Frank Military                   | 9 de novembro de 2015   | 7.91                       |
| Kensi and Deeks disfarçam-se como membros de um culto para resgatar um empregado do DoD vítima de lavagem cerebral. |           |                        |                     |                                  |                         |                            |
| 152 | 8         | "The Long Goodbye"     | John Peter Kousakis | Dave Kalstein                    | 16 de novembro de 2015  | 7.91                       |
| Quando o comboio que transportava Jada Khaled (Ella Thomas) é atacado e ela desaparece, a equipe lança-se à sua procura, mas logo desconfiam que ela não quer a sua ajuda. |           |                        |                     |                                  |                         |                            |
| 153 | 9         | "Defectors"            | Dennis Smith        | Jordana Lewis Jaffe              | 23 de novembro de 2015  | 7.80                       |
| A equipe OSP procura por uma adolescente possivelmente recrutada por uma organização terrorista. |           |                        |                     |                                  |                         |                            |
| 154 | 10        | "Internal Affairs"     | Eric A. Pot         | Chad Mazero & R. Scott Gemmill   | 7 de dezembro de 2015   | 9.52                       |
| A equipe tenta encontrar uma forma de limpar o nome de Deeks quando ele é preso e acusado de haver matado um colega policial em algum momento no passado. |           |                        |                     |                                  |                         |                            |
| 155 | 11        | "Cancel Christmas"     | Paul A. Kaufman     | Joseph C. Wilson                 | 14 de dezembro de 2015  | 9.22                       |
| Após a descoberta que uma vítima de homicídio era um espião norte-coreano, a equipe precisa descobrir quantos outros agentes da Coreia do Norte podem estar atuando no país. Enquanto isso, Callen reaproxima-se de Joelle e Granger mostra-se aborrecido com a proximidade do Natal. Personagens recorrentes: Elizabeth Bogush como Joelle Taylor e Malese Jow como Jennifer Kim |           |                        |                     |                                  |                         |                            |
| 156 | 12        | "Core Values"          | Karen Gaviola       | Joe Sachs                        | 4 de janeiro de 2016    | 10.51                      |
| Um fuzileiro que trabalhava como segurança em uma unidade nuclear desativada é vítima de envenenamento radiativo. A equipe deve descobrir se os protocolos de segurança da unidade foram comprometidos. |           |                        |                     |                                  |                         |                            |
| 157 | 13        | "Angels & Daemons"     | James Hanlon        | Andrew Bartels                   | 18 de janeiro de 2016   | 10.64                      |
| Após um programador da Marinha ser assassinado, a equipe descobre que um programa de recuperação de dados desenvolvido por ele havia sido roubado e inserido em um aplicativo para celular, e deve correr contra o tempo para evitar que o programa se dissemine. |           |                        |                     |                                  |                         |                            |
| 158 | 14        | "Come Back"            | Eric Laneuville     | Erin Broadhurst                  | 25 de janeiro de 2016   | 10.06                      |
| No mesmo dia em que decidem morar juntos, Kensi e Deeks são designados para proteger Jack Simon, o ex-noivo de Kensi. |           |                        |                     |                                  |                         |                            |
| 159 | 15        | "Matryoshka"           | Dennis Smith        | Kyle Harimoto & R. Scott Gemmill | 8 de fevereiro de 2016  | 9.75                       |
| Quando Anatoli Kirkin é sequestrado, a investigação leva a equipe à filha de Arkady, Anna, e à prova que Arkady ainda está vivo e mantido prisioneiro em algum lugar na Rússia. Personagem recorrente: Bar Paly como Anna Kolcheck |           |                        |                     |                                  |                         |                            |
| 160 | 16        | "Matryoshka, Part 2"   | Terrence O'Hara     | Kyle Harimoto & R. Scott Gemmill | 22 de fevereiro de 2016 | 8.82                       |
| Callen, Anna e Sam vão à Rússia para resgatar Arkady Kolcheck e um Agente da CIA mantido prisioneiro junto com ele, e precisam agir rápido para evitar um incidente internacional. A missão leva Callen a desvendar o maior mistério de seu passado: seu verdadeiro nome. Enquanto isso, Eric junta-se a Kensi e Deeks em trabalho de campo. Personagens recorrentes: Vyto Ruginis como Arkady Kolcheck, Bar Paly como Anna Kolcheck e Daniel J. Travanti como Garrison (Nikita Resnikov) |           |                        |                     |                                  |                         |                            |
| 161 | 17        | "Revenge Deferred"     | Rick Tunell         | Frank Military and Chad Mazero   | 29 de fevereiro de 2016 | 7.94                       |
| Callen e Sam são chamados à África depois que fotos de Sam e de sua família são encontrados em um acampamento da LRA no deserto, e dali partem em busca de Tahir Khaled e de sua irmã Jada. Em LA, Kensi e Deeks tentam obter informações sobre o líder da LRA mas não conseguem cooperação inter-agências, quando outro vazamento de informações é descoberto no escritório. |           |                        |                     |                                  |                         |                            |
| 162 | 18        | "Exchange Rate"        | Tawnia McKiernan    | Jordana Lewis Jaffe              | 14 de março de 2016     | 8.78                       |
| Quando um espião cubano prestes a ser envolvido em uma troca de prisioneiros foge da custódia, a equipe descobre que Anna estava envolvida na fuga, e a situação torna-se confusa quando inconsistências são descobertas. Personagem recorrente: Bar Paly como Anna Kolcheck |           |                        |                     |                                  |                         |                            |
| 163 | 19        | "The Seventh Child"    | Frank Military      | Frank Military                   | 21 de março de 2016     | 8.76                       |
| Um garoto morre na explosão de uma bomba amarrada a seu corpo. A equipe descobre que o garoto tinha um irmão gêmeo que também está com uma bomba prestes a explodir. |           |                        |                     |                                  |                         |                            |
| 164 | 20        | "Seoul Man"            | Diana C. Valentine  | Joe Sachs                        | 28 de março de 2016     | 8.91                       |
| Durante uma conferência de líderes de várias Marinhas, a equipe tenta descobrir um espião norte-coreano infiltrado no evento. |           |                        |                     |                                  |                         |                            |
| 165 | 21        | "Head of the Snake"    | Robert Florio       | Joseph C. Wilson                 | 11 de abril de 2016     | 8.24                       |
| Após um roubo de armas prestes a serem descartadas, a equipe descobre que Nate está infiltrado na operação e receiam que ele tenha se voltado contra eles. Agora, precisam descobrir qual é o verdadeiro propósito dele antes que seja tarde. Personagem recorrente: Peter Cambor como Nate Getz |           |                        |                     |                                  |                         |                            |
| 166 | 22        | "Granger, O."          | Dennis Smith        | Kyle Harimoto                    | 18 de abril de 2016     | 7.79                       |
| Callen e a equipe investigam a morte de um espião norte-coreano. Enquanto isso, Granger tem uma interação com Jennifer que confirma que é sua filha. Personagem recorrente: Malese Jow como Jennifer Kim |           |                        |                     |                                  |                         |                            |
| 167 | 23        | "Where There's Smoke…" | James Hanlon        | Andrew Bartels                   | 25 de abril de 2016     | 7.87                       |
| A morte de um bombeiro em uma Unidade de Informação da Marinha leva à descoberta de um roubo de discos rígidos. Para investigar o caso, Callen e Sam passam-se por bombeiros para descobrir quais informações foram roubadas e quem foram os responsáveis. |           |                        |                     |                                  |                         |                            |
| 168 | 24        | "Talion"               | John Peter Kousakis | R. Scott Gemmill                 | 2 de maio de 2016       | 8.10                       |
| A academia militar de San Francisco, onde Aiden Hanna estuda, é tomada por um grupo terrorista comandado por Tahir Khaled. Sam percebe que o verdadeiro objetivo de Khaled é atingi-lo através de seu filho. O NCIS precisa agir com rapidez antes que outras Agências se envolvam no caso e as coisas se compliquem. |           |                        |                     |                                  |                         |                            |